# Tetrastichus planipennisi
Tetrastichus planipennisi là một loài tò vò không đốty không ký sinh thuộc họ Eulophidae bản địa Bắc Á. Nó là một loại ký sinh trùng của bọ sâu đục ngọc lục bảo (Agrilus planipennis, họ Buprestidae), một loài xâm lấn đã tiêu diệt hàng chục triệu cây tần bì trong phạm vi được du nhập của chúng ở Bắc Mỹ. Là một phần của chiến dịch chống lại loài sâu đục thân tần bì màu ngọc lục bảo (EAB), các nhà khoa học Mỹ kết hợp với Học viện Lâm nghiệp Trung Quốc đã tìm kiếm những kẻ thù tự nhiên của nó trong tự nhiên từ năm 2003 dẫn đến việc phát hiện ra một số loài ong bắp cày ký sinh, bao gồm Tetrastichus planipennisi là kí sinh bên trong của ấu trùng Agrilus planipennis trên tần bì Mãn Châu (Fraxinus mandschurica) và đã được ghi nhận là tấn công và giết chết tới 50% ấu trùng Agrilus planipennis.